# Xerophyllum (djur)
Xerophyllum är ett släkte av insekter. Xerophyllum ingår i familjen torngräshoppor.
Kladogram enligt Catalogue of Life:
| Xerophyllum | \| \| Xerophyllum cortices \| \| \| \| \| \| Xerophyllum platycorys \| \| \| \| |
|             | \| \| Xerophyllum cortices \| \| \| \| \| \| Xerophyllum platycorys \| \| \| \| |
|             | Xerophyllum cortices                                                            |
|             |                                                                                 |
|             | Xerophyllum platycorys                                                          |
|             |                                                                                 |